# Sarlat-la-Canéda
Sarlat-la-Canéda (Sarlat e La Canedat in occitano) è un comune francese di 9 192 abitanti situato nel dipartimento della Dordogna nella regione della Nuova Aquitania, sede di sottoprefettura (arrondissement).
Lo sviluppo della cittadina avvenne in epoca medievale intorno ad un'abbazia benedettina; ancora oggi rimane un centro turistico di interesse internazionale (candidato come patrimonio dell'umanità UNESCO). La sua moderna rivalutazione, spinta anche dal lavoro del ministro della cultura francese (1960-69) André Malraux, l'ha resa importante e riconosciuta come città medievale.

## Monumenti e luoghi d'interesse
- Chiesa di San Sacerdote
- Casa di La Boétie
- Lanterna dei Morti
- Piazza della Libertà

## Società

### Evoluzione demografica
Abitanti censiti

## Galleria d'immagini

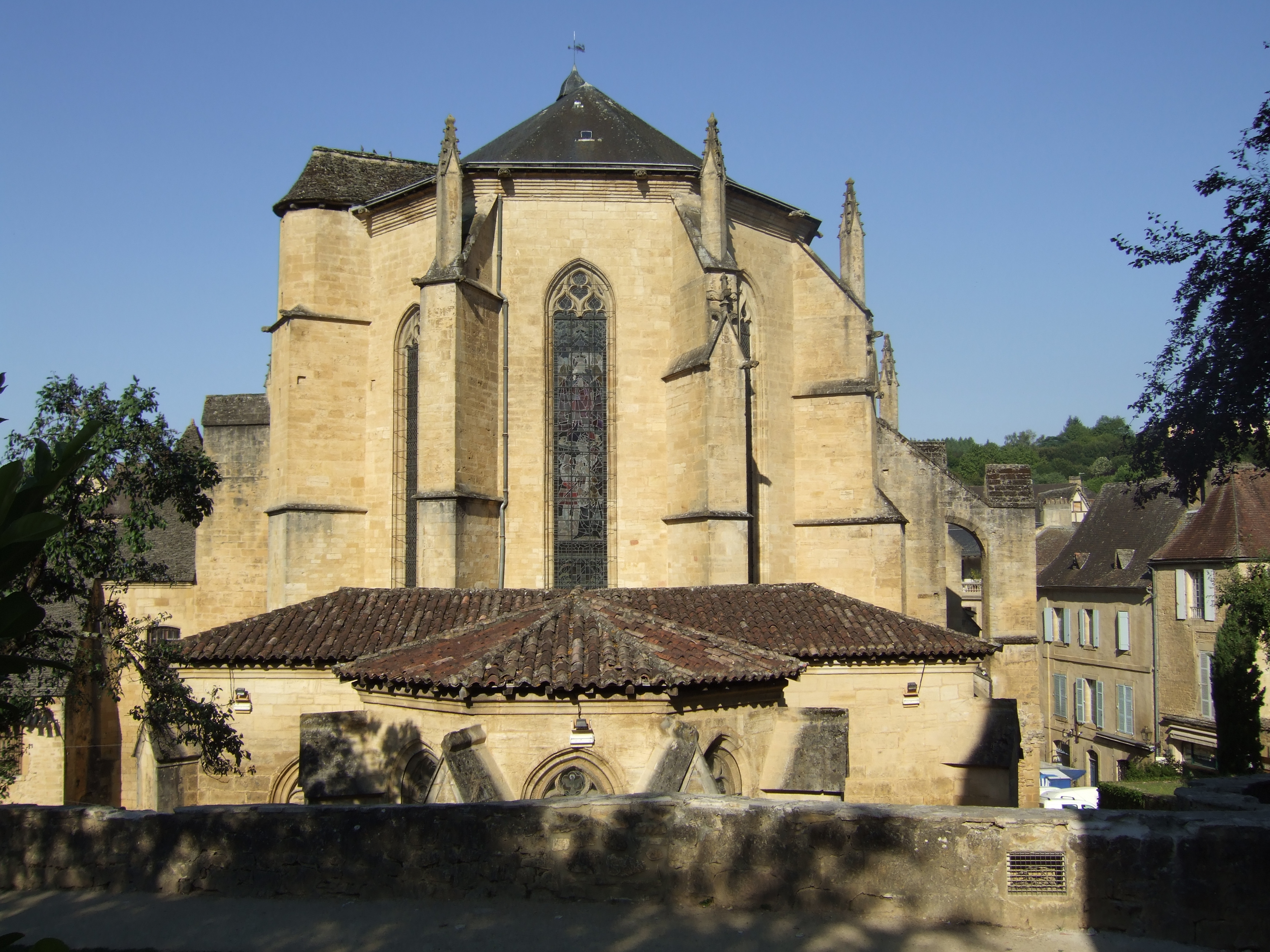
L'abside della chiesa di San Sacerdote
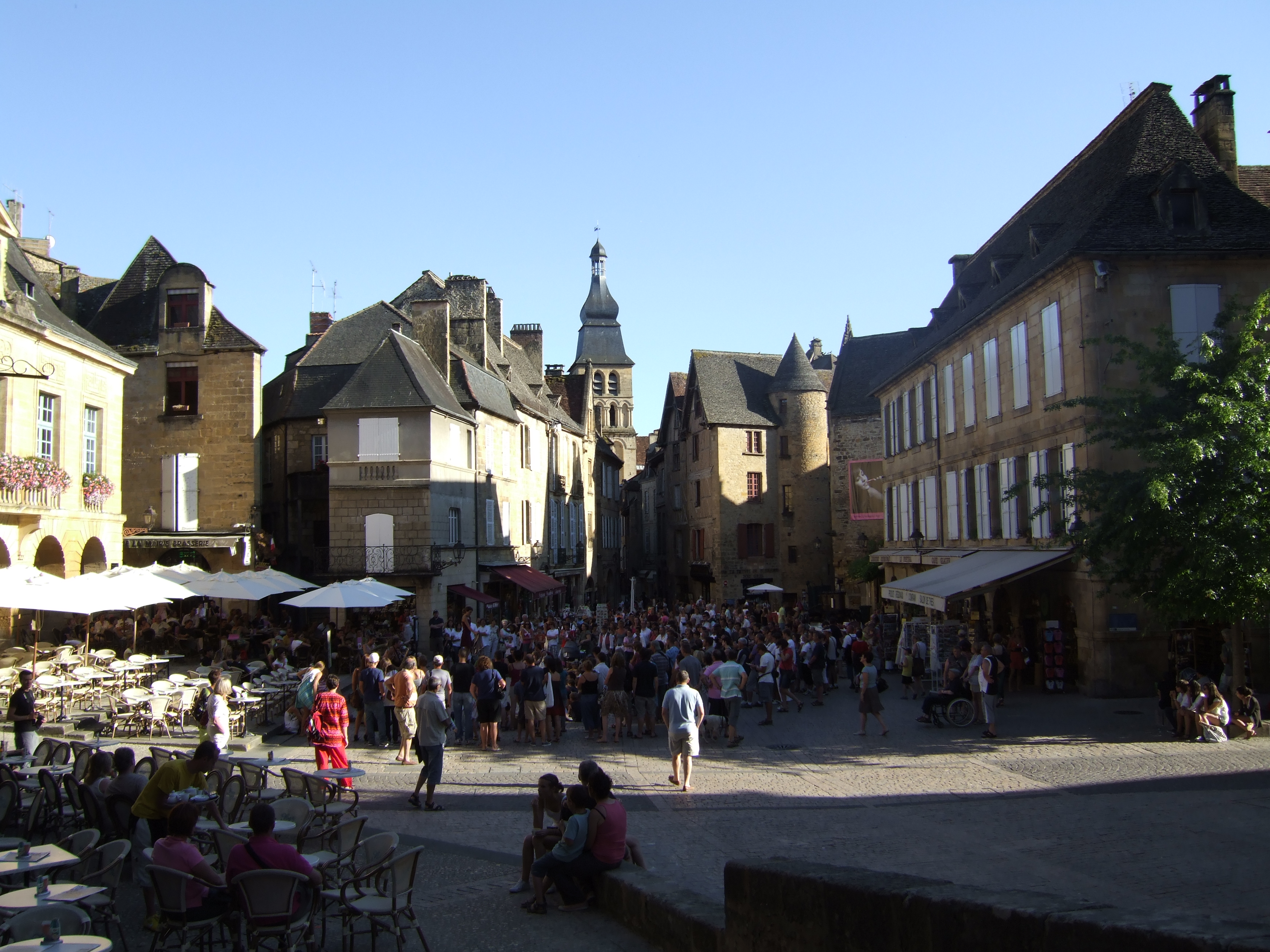
Place de la Liberté al tramonto
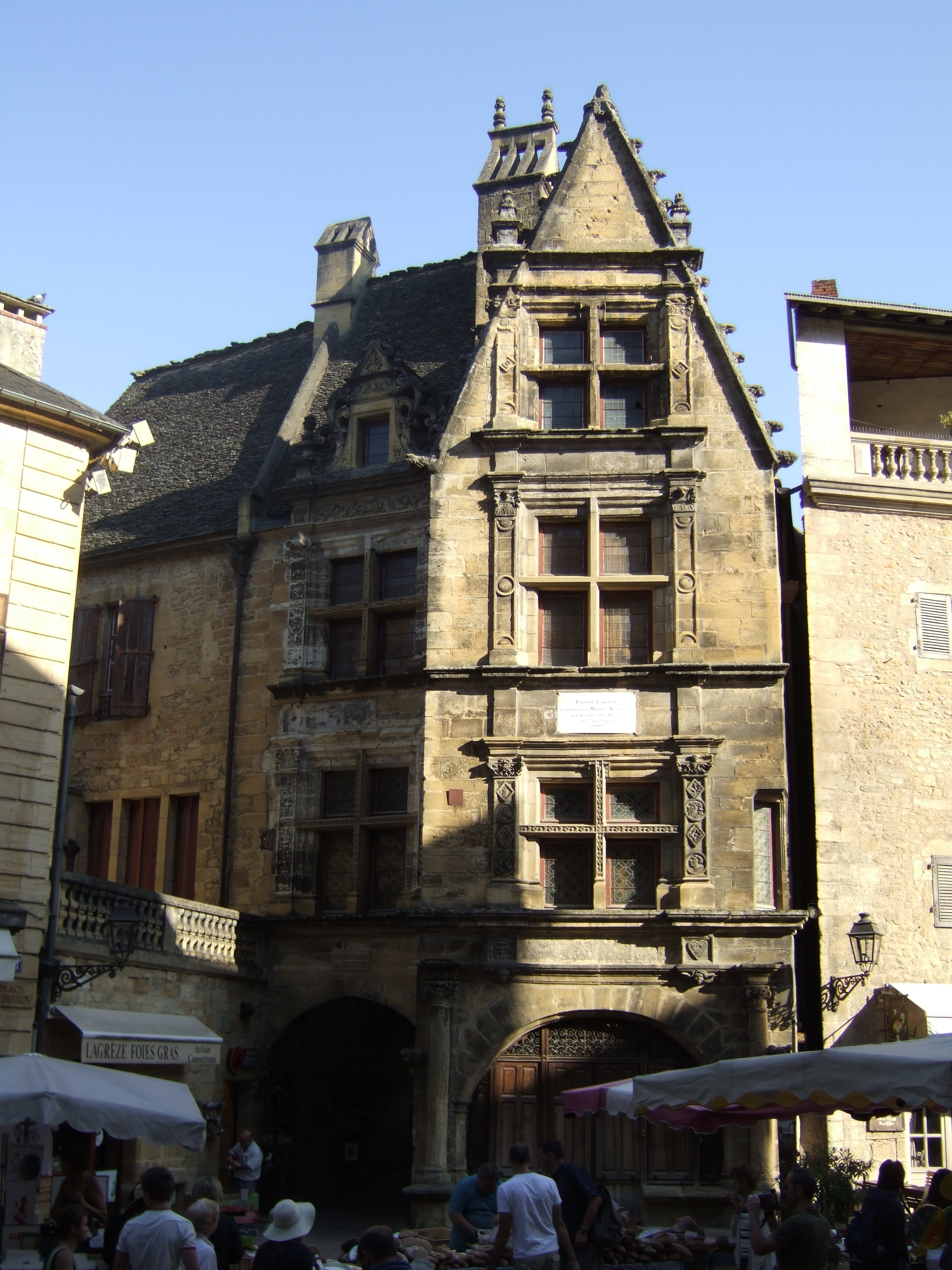
Casa dei La Boétie
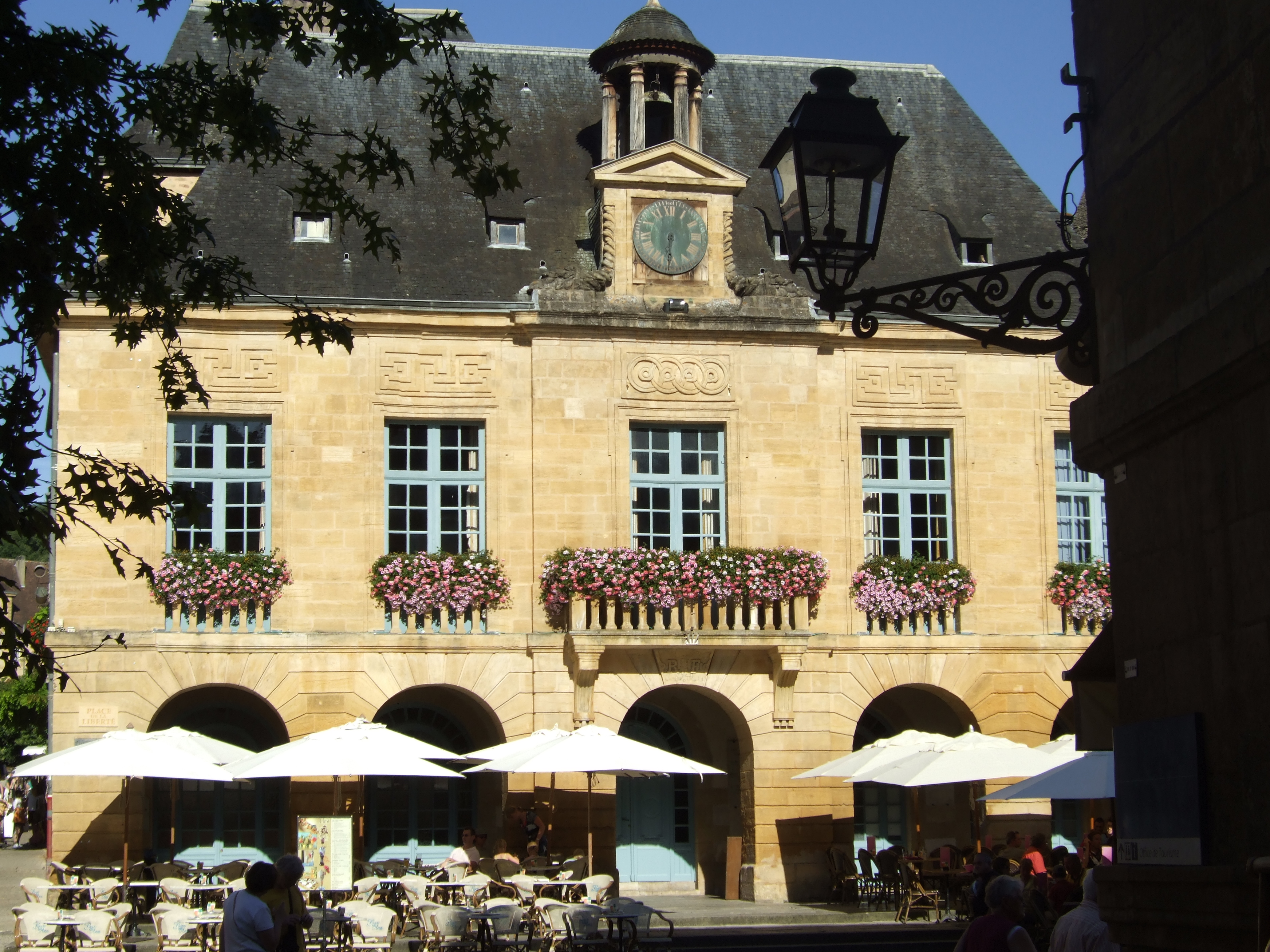
Palazzo comunale in Place de la liberté
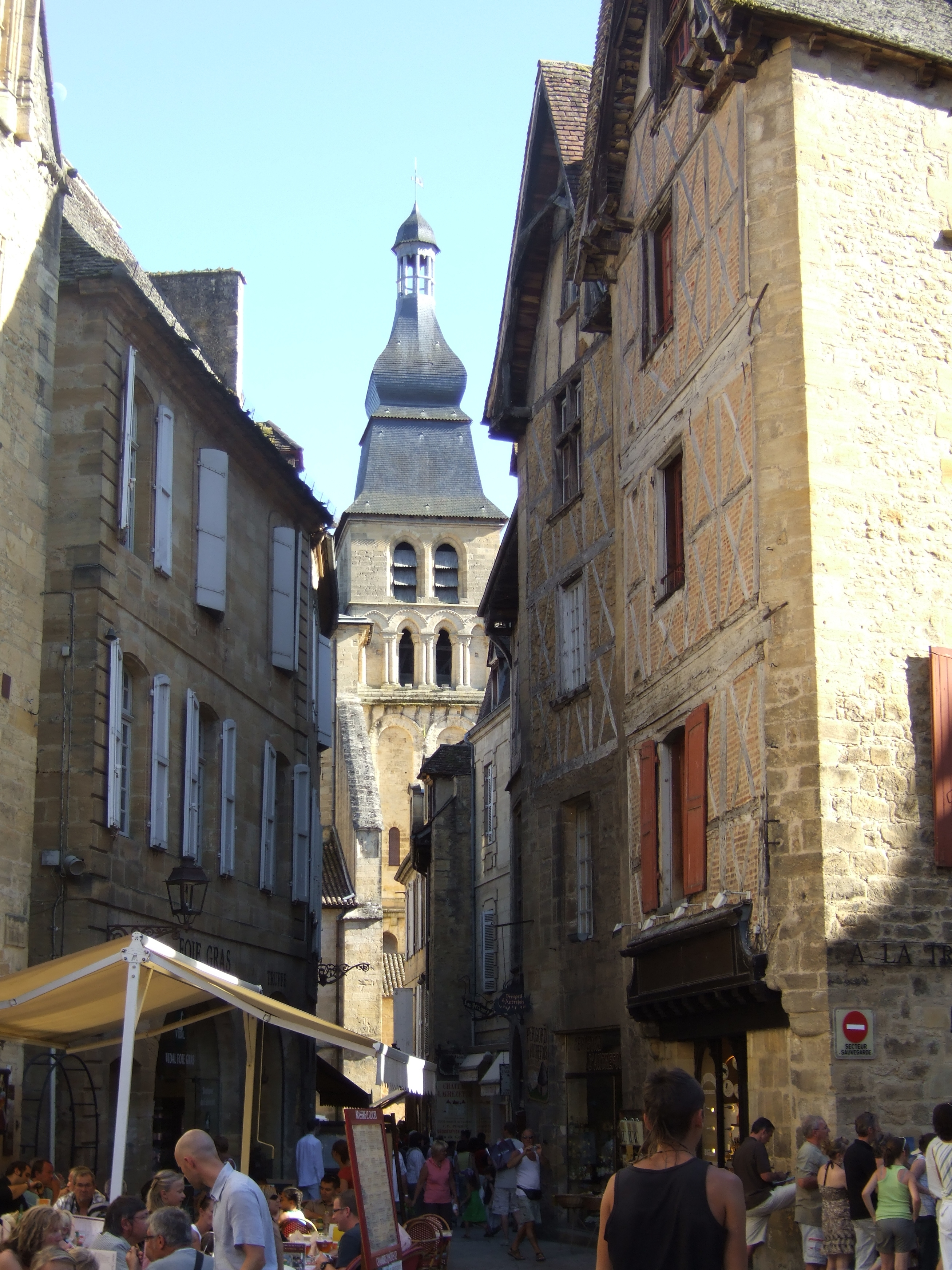
Scorcio di un vicolo
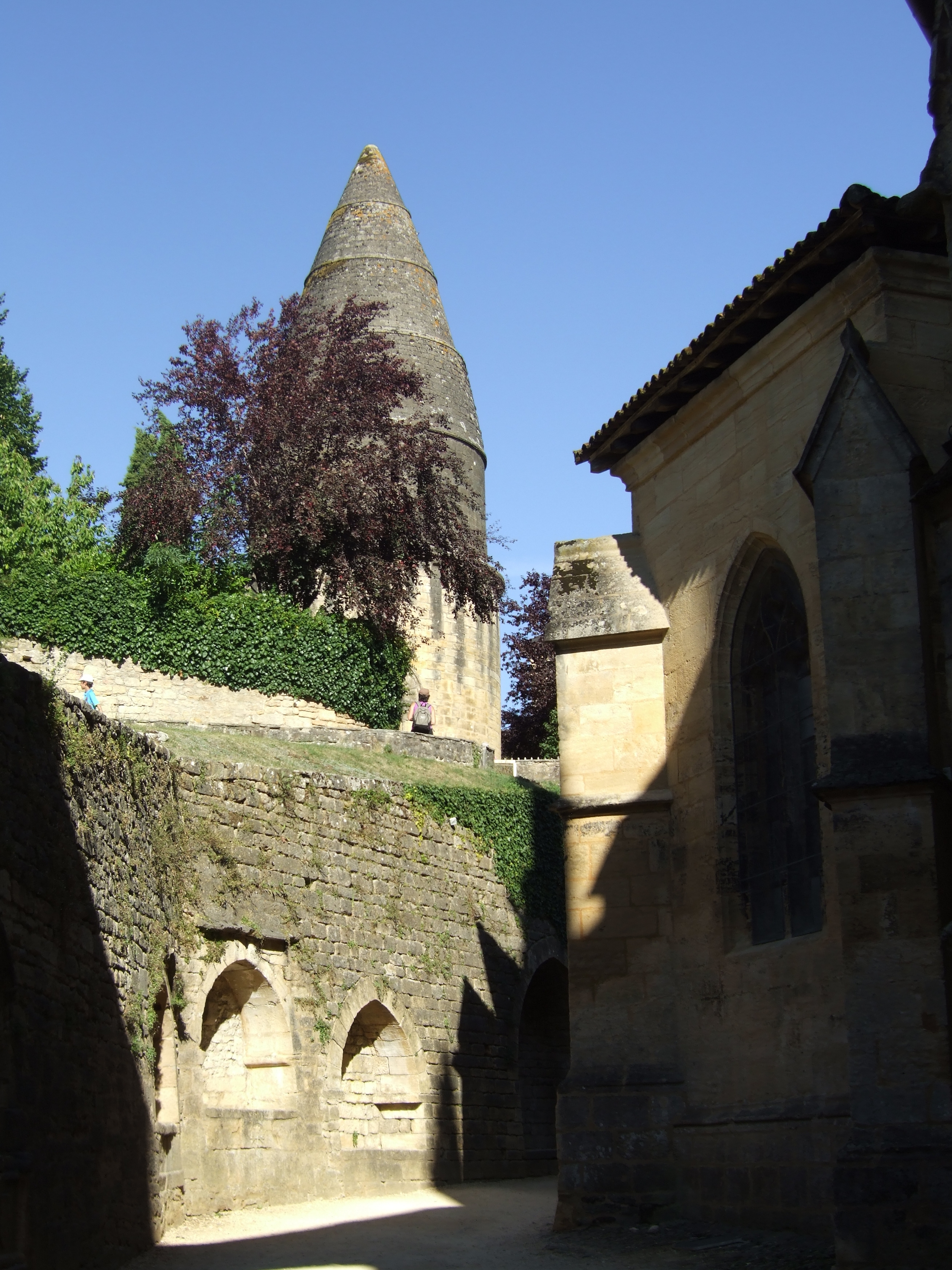
La Lanterna dei Morti